# Rafał L. Górski
Rafał Ludwik Górski (ur. 1965) – polski filolog językoznawca. 
Ukończył studia w zakresie filologii klasycznej na Uniwersytecie Jagiellońskim w Krakowie, uzyskując dyplom magistra w 1990. Studiował też przez rok językoznawstwo ogólne i średniowieczną filologię łacińską w Kolonii. Stopień doktora nauk humanistycznych w zakresie językoznawstwa zdobył w 1999 w Instytucie Języka Polskiego PAN, z którym związał swoją dalszą drogę zawodową, na podstawie rozprawy Teoria drzewek przypadka a teoria drzewek poziomych w opisie faktów składniowych łacińskich i polskich. Stopień doktora habilitowanego otrzymał w 2009 na podstawie książki Diateza nacechowana w polszczyźnie. Studium korpusowe, wydanej w 2008. Sprawuje funkcję kierownika Pracowni Metodologii Gramatyki IJP PAN. Interesuje się przede wszystkim składnią, językoznawstwem korpusowym, metodami tworzenia korpusów. W latach 1988–1999 był współpracownikiem Słownika Łaciny Średniowiecznej w Polsce. Brał udział we wstępnych pracach nad koncepcją Wielkiego Słownika Języka Polskiego pod redakcją Piotra Żmigrodzkiego.
Tłumaczy z języka łacińskiego.